# جيمس كي (مهندس)
جيمس كي (بالإنجليزية: James Key)‏ (و. 1972  م) هو مهندس، ومصمم بريطاني، ولد في تشيلمسفورد.

## التعليم
تعلم في جامعة نوتنغهام
.